# (15949) Rhaeticus
(15949) Rhaeticus (1998 BQ) – planetoida z pasa głównego asteroid okrążająca Słońce w ciągu 3,46 lat w średniej odległości 2,28 j.a. Odkryta 17 stycznia 1998 roku.